# مثبط تفتلي

هيكل الباكليتاكسيل، مثبط تفتلي واسع الاستخدام.

مُثبطات التفتل أو المثبطات التفتلية أوالمثبطات الفتيلية هي أدوية تُثبط وتمنع عملية الانقسام التفتلي أو انقسام الخلية بشكل عام. تعمل هذه الأدوية على تعطيل الأنيبيات الدقيقة، وهي الهياكل التي تفصل الكروموسومات عن بعضها عندما تنقسم الخلية. تُستخدم هذه المثبطات التفتلية في علاج السرطان، لأن الخلايا السرطانية قادرة على النمو والانتشار في نهاية المطاف إلى باقي أنحاء الجسم (انبثاث) عن طريق الانقسام المستمر. وبالتالي، فإن الخلايا السرطانية أكثر حساسية لتثبيط الانقسام الفتيلي من الخلايا الطبيعية. تستخدم المثبطات التفتلية أيضًا في علم الوراثة الخلوية (دراسة الكروموسومات)، حيث توقف انقسام الخلايا في مرحلة يمكن فيها فحص الكروموسومات بسهولة.
تُشتق المثبطات التفتلية من مواد طبيعية مثل أشباه القلويدات النباتية، وتكمن مهمتها في منع الخلايا من التعرض للانقسام الفتيلي عن طريق تعطيل بلمرة الأنيبيات الدقيقة، وبالتالي منع أو إيقاف نمو السرطان. الأنيبيات الدقيقة هي بروتينات طويلة تشبه الحبل تمتد عبر الخلية وتحرك المكونات الخلوية حولها. الأنيبيات الدقيقة عبارة عن بوليمرات طويلة مصنوعة من وحدات أصغر (مونومرات) من بروتين التيوبيولين.  يتم إنشاء الأنيبيات الدقيقة أثناء وظائف الخلية الطبيعية عن طريق تجميع (بلمرة) مكونات التيوبيولين، ويتم تفكيكها عندما لا تكون هناك حاجة إليها.  تتمثل إحدى الوظائف المهمة للأنيبيات الدقيقة في تحريك وفصل الكروموسومات والمكونات الأخرى للخلية من أجل انقسام الخلية (الانقسام التفتلي).  تتدخل المثبطات التفتلية في عملية تجميع وتفكيك التيوبيولين في بوليمرات الأنيبيات الدقيقة. هذا يقطع انقسام الخلايا، عادة خلال مرحلة الانقسام (M) من دورة الخلية عندما يفترض أن تنفصل مجموعتان من الكروموسومات المكتملة التكوين إلى خلايا وليدة.
من أمثلة مثبطات الانقسام الفتيلي المستخدمة بشكل متكرر في علاج السرطان باكليتاكسيل، ودوسيتاكسيل، وفينبلاستين، وفينكريستين، وفينوريلبين. يعتبر الكولشيسين والغريسيوفولفين من المثبطات التفتلية التي تستخدم في علاج النقرس والاتهاب الظفر الفطري على التوالي.

## استخدامها في علم الوراثة الخلوية
في علم الوراثة الخلوية، وهو دراسة المواد الصبغية عن طريق تحليل الصبغيات G-Banded، تُستخدم مُثبطات التفتل على نطاق واسع. من أجل تحضير شريحة لدراسة الوراثة الخلوية، يضاف المثبط التفتلي إلى الخلايا التي يُراد دراستها. هذا يوقف الخلايا أثناء الانقسام، بينما لا تزال الكروموسومات مرئية.  بمجرد أن يتم طرد الخلايا (بواسطة جهاز الطرد المركزي) ووضعها في محلول منخفض التوتر، فإنها تنتفخ وتنشر الكروموسومات. بعد التحضير، يمكن رؤية كروموسومات الخلايا تحت المجهر لفحص أنماط ربط الكروموسومات (أنماط الاستشراط). هذه التجارب مهمة لأشكال عديدة من أبحاث السرطان.

## استخدامها كعوامل كيميائية لعلاج السرطان

### تاكسانات(Taxanes)
التاكسانات عبارة عن تربينات معقدة تنتجها نباتات جنس تاكسوس (الطقسوس). في الأصل مشتق من شجرة الطقسوس الباسيفيكي، يتم تصنيعها الآن بشكل اصطناعي. وتتمثل آليتها الرئيسية في تعطيل وظيفة الأنيبيات الدقيقة للخلية عن طريق تثبيت تكوين الأنيبيات الدقيقة. الأنيبيات الدقيقة ضرورية للتكاثر الانقسامي، لذلك من خلال تعطيل وظيفة الأنيبيات الدقيقة للخلية، تمنع التاكسانات انقسام الخلية وتوقف نمو السرطان.
- باكليتاكسيل - يستخدم لعلاج سرطان الرئة وسرطان المبيض وسرطان الثدي والأشكال المتقدمة من ساركوما كابوزي.[5]
- دوسيتاكسيل - يستخدم لعلاج سرطان الثدي والمبيض وسرطان الرئة ذو الخلايا غير الصغيرة.[6][7]

### القلويات العناقية

الصيغة الهيكلية للفينبلاستين.

القلويات العناقية هي أمينات تنتجها نبات الهلوسة
Catharanthus roseus (مدغشقر Periwinkle)، تكمن مهمتها في تثبيط ومنع بلمرة الأنيبيات الدقيقة .
- الفينبلاستين- يستخدم لعلاج اللوكيميا ولمفوما هودجكين وسرطان الرئة ذو الخلايا غير الصغيرة وسرطان الثدي وسرطان الخصية. وهو أيضًا أحد مكونات عدد كبير من أنظمة تدبيرات العلاج الكيميائي.
- فينكريستين — يستخدم لعلاج سرطان الغدد الليمفاوية وسرطان الثدي وسرطان الرئة وسرطان لوكيميا الأرومة اللمفاوية الحادة.
- فينديزين - يستخدم لعلاج اللوكيميا واللمفوما والميلانوما وسرطان الثدي وسرطان الرئة.[8]
- فينورلبين- يستخدم لعلاج سرطان الثدي وسرطان الرئة ذو الخلايا غير الصغيرة.[8]

### كولشيسين
الكولشيسين هو قلويد مشتق من زعفران الخريف (لحلاح خريفي)، يمنع الانقسام عن طريق تثبيط بلمرة الأنيبيات الدقيقة. في حين أن الكولشيسين لا يستخدم لعلاج السرطان لدى البشر، فإنه يستخدم بشكل شائع لعلاج نوبات النقرس الحادة.

### بودوفيلوتوكسين
يستخدم البودوفيلوتوكسين (Podophyllotoxin) المشتق من نبتة تفاح المايا لعلاج التهابات الجلد الفيروسية وتستخدم نظائرها الاصطناعية في علاج أنواع معينة من السرطان.[بحاجة لمصدر]

### جريسوفولفين
غريسيوفولفين، المشتق من نوع منالبِنِسِيلِّيُوم هو مثبط انقسام يستخدم كدواء مضاد للفطريات. يمنع تجميع الأنيبيات الدقيقة الفطرية.

### أدوية أخرى
يعمل Glaziovianin A على منع تقدم دورة الخلية في الطور M بهيكل مغزلي غير طبيعي وتثبيط بلمرة الأنيبيات الدقيقة، ولكن لم يتم الكشف عن آليته المثبطة بعد. عادةً ما يتم عزله من أوراق الشجرة البرازيلية Ateleia glazioviana Baill.